# Manaure (ort)
Manaure är en ort i Colombia.   Den ligger i departementet La Guajira, i den norra delen av landet, 800 km norr om huvudstaden Bogotá. Manaure ligger 3 meter över havet och antalet invånare är 9 703.
Terrängen runt Manaure är mycket platt. Havet är nära Manaure åt nordväst. Runt Manaure är det glesbefolkat, med 12 invånare per kvadratkilometer. Det finns inga andra samhällen i närheten. Trakten runt Manaure består till största delen av jordbruksmark.